# Обрада дрвета
Обрада дрвета је активност или вештина прављења предмета од дрвета, а укључује и прављење намештаја и резбарство. Обрадом дрветa која има дугу традицију бави се више различитих заната: тесарски, дрводељски, качарски или пинтерски, коритарски, коларски и столарски занат. Дрво се одвајкада прерађивало на више начина, па су се на просторима који су били богат шумама развили занати који су прерађивали дрво.

## Историја
Уз камен, глину и делове животиња, дрво је било један од првих материјала с којим су радили људи . Анализом мустеријена, које су користили неандерталци, показало се да су многи коришћени за обраду дрвета. Развој цивилизације био је уско везан са развојем вештине рада са овим материјалима.
Међу раним проналасцима дрвених алата налазе се обрађени штапови са Каламбо водопада, Клактона на Мору и Лехрингена. Копља из Шенингена дају неке од првих примера дрвене ловачке опреме. Кремени су коришћени за резбарење. Још од неолита познате су резбарене дрвене посуде као што су из бунара културе линеарнотракасте керамике у Кучкхофену и Цвенкаи .
Примери резбарења дрвета из бронзаног доба укључују стабла коришћена у изради мртвачких сандука из северне Немачке и Данске и дрвене склопиве столице . Археолошко налазиште, Фелбах-Шмајден у Немачкој има лепе примере дрвених статуа животиња из гвозденог доба . Дрвени идоли из периода латенске културе познати су из светишта на извору Сене у Француској .
Дограмаџије како су се звали тесари у турско време, обављалису грубу обраду дрвета и припремали грађу за прављење кућа, нарочито кровова. Да би припремили грађу они су великим секирама обарали дебла у шуми, а потом их превлачили до радионица. Од алата за обраду дрвета су употребљавали велике тестере. Великим тестерама су дебло даље обрађивала два а понекад и три тесара тестерисањем. За обраду су користили поред великих тестера и брадве са широким сечивима, ручно коване.
Прерадом дрвета баве се и столари. Столари праве намештај или га поправљају. Од намештаја су најчешће правили: столице, столове, клупе, кревете, хоклице, троношке, ормане, плакаре, затим оквире за прозоре и врата, рамове за фотографије. Од 1960-их. година доста се правио кухињски намештај. То су разни креденци, висећи плакари, кухињске столице и столови, троношци, ормани, клупе, кухињски плакари. Столари су дрво набављали на стовариштима, углавном готове даске фабрички обрађене, најчешће у облику панел плоча.

### Древни Египат
Постоје значајни докази о напредној обради дрвета у старом Египту. Обрада дрвета је приказана на многим постојећим древним египатским цртежима, а сачувана је и знатна количина старог египатског намештаја (као што су столице, хоклице, столови, кревети, шкриње). Гробнице представљају велику колекцију ових артефаката, а унутрашњи ковчези пронађени у гробницама такође су направљени од дрвета. Метал који су Египћани користили за алате за обраду дрвета је првобитно био бакар и на крају, после 2000. године п. н. е., бронза, јер обрада гвожђа била је непозната до много касније.
Обично коришћени алати за обраду дрвета укључивали су секире, тесле, длета, вучне тестере и лучне бушилице. Урезни и чепни спојеви су посведочени из најранијег протодинастичког периода. Ови спојеви су ојачани помоћу клинова, типлова и кожних или гајтанских везица. Животињски лепак почео је да се користи тек у периоду Новог краљевства. Древни Египћани су измислили уметност фасетирања и користили лакове за завршну обраду, иако је састав ових лакова непознат. Коришћени различити аутохтони багреми, као и дрво са локалног платана и тамариска. Дефорестација у долини Нила довела је до потребе за увозом дрвета, пре свега кедра, али и алепског бора, шимшира и храста, почев од Друге династије.

### Антички Рим
Обрада дрвета је била неопходна за Римљане. Њом је обезбеђиван материјал за зграде, превоз, алате и предмете за домаћинство. Дрво је такође обезбедило цеви, боје, хидроизолационе материјале и енергију за топлоту. Иако је већина примера римске обраде дрвета изгубљена, књижевни записи су сачували велики део савременог знања. Витрувије је читаво поглавље свог дела De architectura посветио дрвету, чиме су очувани многи детаљи. Плиније, иако није био ботаничар, посветио је шест књига своје Природне историје дрвећу и дрвенастим биљкама, пружајући обиље информација о дрвећу и њиховој употреби.

## Материјали
Историјски гледано, дрвопрерађивачи су се ослањали на шуме које су пореклом из њиховог региона, све док иновације у транспорту и тргови нису учиниле егзотично дрво доступним занатлијама. Дрво се обично сортира у три основна типа: тврдо дрво које се одликује чврстим зрном и потиче од широколисног дрвећа, меко дрво од четинара и вештачки материјали као што су шперплоча и MDF.
Тврдо дрво, ботанички познато као ангиосперме, је листопадно и губи лишће сваке године са променама температуре. Меко дрво потиче од стабала ботанички познатих као голосеменице, које су четинаре, која носе шишарке и остају зелене током целе године. Мада је то општи образац, меко дрво није увек „мекше“ од тврдог дрвета, и обрнуто.
Меко дрво се најчешће налази у регионима света са нижим температурама и обично је мање издрживо, лакше по тежини и ранивије на штеточине и нападе гљивица у односу на тврдо дрво. Обично има бледу боју и отвореније зрно од тврдог дрвета, што доприноси склоности посеченог меког дрвета да се скупља и бубри док се суши. Четинари обично имају мању густину, око 432–5922 kg/m3, што може угрозити његову чврстоћу. Густина, између осталог, варира и унутар меког и тврдог дрвета у зависности од географског порекла и стопе раста дрвета. Међутим, мања густа меког дрвета такође му омогућава да има већу чврстоћу са мањим тежином. У Сједињеним Државама, меко дрво је обично јефтиније, лакше доступно и приступачније. Већина четинара је погодна за општу градњу, посебно за уоквиривање, обрезивање и завршне радове, као и за израду конструкција.
Тврдо дрво се дели у две категорије, умерено и тропско тврдо дрво, у зависности од порекла. Умерено тврдо дрво се налази у регионима између тропских крајева и полова, и од посебног је интереса за дрвне раднике због своје исплативе естетске привлачности и одрживих извора. Тропско тврдо дрво се налази унутар екваторијалног појаса, укључујући Африку, Азију и Јужну Америку. Тврдо дрво има већу густину, око 1041 kg/m3, као резултат споријег раста и стабилније је приликом сушења. Као резултат своје велике густине, тврдо дрво је обично теже од меког дрвета, али може бити и крхко. Иако постоји велики број врста тврдог дрвета, само 200 је довољно уобичајено и довољно савитљиво да се користи за обраду дрвета. Тврдо дрво има широк спектар својстава, што олакшава проналажење тврдог дрвета које одговара скоро свакој намени, али је посебно погодно за спољашњу употребу због своје јачине и отпорности на труљење. Боја тврдог дрвета варира од светле до веома тамне, што га чини посебно свестраним за естетске сврше. Међутим, пошто је тврдо дрво у већој мери зрнасто, обично је теже за обраду од меког дрвета. Такође га је теже набавити у и као резултат тога је скупље.
Обично се намештај, као што су столови и столице, прави од чврстог материјала попут тврдог дрвета због своје чврстоће и отпорности на савијање. Поред тога, та категорија дрвета такође имају већи избор узора зрна и боја и дозвољава бољу завршну обраду што омогућава дрвопрерађивачу да користи велику дозу уметничке слободе. Тврдо дрво се може чисто сећи и оставља мање остатака на листовима тестере и другим алатима за обраду дрвета. Производачи ормара/кабинета користе шперплочу и друге вештачке плоче. Неки намештај, као што је Виндзор столица, укључује зелену обраду дрвета, обликовање са дрветом које садржи своју природну влагу пре сушења.

### Уобичајено меко дрво које се користи за намештај

#### Кедар
Кедрови су јаки, ароматични четинари који имају отпорност на спољашње елементе. Међу њима је најчешћи западни црвени кедар. Западни црвени кедар може да издржи влажно окружење без подлегања трулежи, и као резултат тога се обично користи за пројекате на отвореном као што су терасе, намештај на отвореном и екстеријеру зграде. Ово дрво се лако може наћи у већини кућних центара у САД и Канади по умереној цени.

#### Јела
Унутар САД јела, позната и као Дагласова јела, јефтина је и уобичајена у локалним продајним локацијама. Има карактеристично равно, изражено зрно са црвено-браон нијансом. Међутим, њен зрнасти узорак је релативно једноставан и не лакира се добро, тако да се јела обично користи када ће се готов производ фарбати. Обично користи за грађевинску градњу, мода ово меко дрво може такође да буде погодно за израду намештаја.

#### Бор
Бели бор, пондероса и јужни жути бор су уобичајене врсте које се користе у изради намештаја. Бели бор и пондероса се обично користе за унутрашње пројекте, док се јужни жути бор препоручује за пројекат на отвореном због своје издржљивости.